# Боярчук Олексій Климович
Олексі́й Кли́мович Боярчу́к (4 лютого 1925, c. Фесюри — 14 липня 1999, Київ) — український математик і педагог, автор популярних підручників та навчальних посібників з вищої математики, лауреат Державної премії України в галузі науки і техніки (1989).

## Біографія
Народився 4 лютого 1925 в селі Фесюри Білоцерківського району Київської області. В 1956 закінчив механіко-математичний факультет Київського державного університету ім. Т. Г. Шевченка, після чого залишився працювати на кафедрі загальної математики цього ж факультету. У 1959—1963 — асистент кафедри математичного аналізу і теорії ймовірностей.
З 1961 працював на кафедрі математики та математичної фізики радіофізичного факультету. Його кандидатська дисертація була присвячена розв'язанню систем рівнянь з частинними похідними четвертого порядку, які виникають, зокрема, при розрахунку шахтних каналів (науковий керівник Бондаренко П. С.).
З 1963 до 1965 — асистент, у 1965—1966 — старший викладач кафедри математики і математичної фізики.
Читав курси «Математичний аналіз» та «Диференціальна геометрія» на фізичному факультеті.
З 1967 — доцент механіко-математичного факультету, з 1970 до 1994 — доцент кафедри обчислювальної математики факультету кібернетики. У 1994—1999 — старший науковий співробітник науково-дослідної частини.

## Нагороди
Нагороджений орденом Слави ІІІ ступеня, медалями — «За відвагу» (двічі), Медаль «За взяття Кенігсберга», Медаль «За перемогу над Німеччиною у Великій Вітчизняній війні 1941—1945 рр.».

## Наукові праці
Олексій Климович є автором 43 наукових праць і співавтором кількох широко відомих навчальних посібників та підручників, зокрема з математичного аналізу. Особливою популярністю користується серія книг «АнтиДемидович», написана у співавторстві з такими відомими математиками як І. І. Ляшко, Я. Г. Гай, Г. П. Головач.
Підручники:
- «Диференціальні рівняння» (спільно зІ. І. Ляшко,  Гаєм Я. Г., Калайдою О. Ф.), К.: Вища школа, 1981. – 504 с.,
- «Математичний аналіз» в 3 частинах (спільно з Ляшко І. І., Гаєм Я. Г., Калайдою О. Ф.), К.: Вища школа, 1983, 1985, 1987(рос.)
- Ляшко І.І., Ємельянов В.Ф., Боярчук О.К. Математичний аналіз. Частина 1. — К. : Вища школа, 1992. — 496 с. — ISBN 5-11-003757-4.(укр.)
- Ляшко І.І., Ємельянов В.Ф., Боярчук О.К. Математичний аналіз. Частина 2. — К. : Вища школа, 1993. — 375 с. — ISBN 5-11-003758-2.(укр.)

Задачники:
- Ляшко І. І., Боярчук О. К., Гай Я. Г., Головач Г. П. Математичний аналіз в прикладах і задачах. — 2025. — 68+ с.(укр.)